# Kounotori 9
Kounotori 9 (яп. こうのとり9号機, «Аист 9»), также известный как HTV-9 — девятый полёт H-II Transfer Vehicle, беспилотного грузового космического аппарата, запущенного для пополнения запасов на Международной космической станции (МКС).
Производитель — Mitsubishi Heavy Industries

## Запуск и стыковка
Запуск космического корабля состоялся 20 мая 2020 года, в 17:31 UTC ракетой-носителем H-IIB, стартовавшей со второй площадки стартового комплекса Ёсинобу в Космическом центре Танегасима. Корабль сблизился с МКС 25 мая 2020 года и в 12:13 UTC был захвачен манипулятором «Канадарм2», а в 14:46 UTC причаливание успешно завершилось.

## Груз
Корабль доставит 6,2 тонны груза: 4,3 тонны в герметичном отсеке и 1,9 тонны — в негерметичном.
В числе грузов — шесть новых аккумуляторных батарей для замены в системе электропитания американского сегмента МКС, новый прибор JAXA под названием «Конфокальный космический микроскоп» (COSMIC) для исследования флуоресценции в биологических образцах на станции, а также бинокулярный телескоп с высоким разрешением под названием iSIM (Standard Imager for Microsatellites), построенный испанской компанией Satlantis Microsats S.L., запасные части и другое научное оборудование для станции, а также вода и продукты питания.

## Отстыковка и завершение миссии
Отстыковка от станции выполнена 18 августа 2020 года в 13:51 UTC (16:51 МСК). В 17:37 UTC (20:37 МСК) корабль был отпущен манипулятором «Канадарм2». Сход с орбиты и деструктивный вход в плотные слои атмосферы намечены на 20 августа 2020 года в 07:07 UTC (10:07 МСК).